# Nati l'11 giugno

## X secolo(1)
- 965 - Hisham II ibn al-Hakam, sovrano († 1013)

## XV secolo(3)
- 1403 - Giovanni IV di Brabante, duca († 1427)
- 1456 - Anna Neville, sovrana inglese († 1485)
- 1490 - Juan Ginés de Sepúlveda, umanista, scrittore e presbitero spagnolo († 1573)

## XVI secolo(6)
- 1527 - Anna Sofia di Prussia, principessa prussiana († 1591)
- 1535 - Domenico Toschi, cardinale e vescovo cattolico italiano († 1620)
- 1540 - Barnabe Googe, poeta inglese († 1594)
- 1542 - Ottavio Santacroce, vescovo cattolico e diplomatico italiano († 1581)
- 1555 - Ludovico Zacconi, compositore e teorico musicale italiano († 1627)
- 1572 - Ben Jonson, drammaturgo, attore teatrale e poeta britannico († 1637)

## XVII secolo(15)
- 1603 - Bartolomeo Vandoni, pittore italiano († 1676)
- 1605 - Luis de Guzmán Ponce de Leon, generale e politico spagnolo († 1668)
- 1634 - Marie-Françoise Giffard, religiosa francese († 1657)
- 1645 - Anthony Grey, XI conte di Kent, nobile inglese († 1702)
- 1656 - Giovanni Battista Braschi, arcivescovo e storico italiano († 1736)
- 1656 - Antonio Cifrondi, pittore italiano († 1730)
- 1658 - Victor Honoré Janssens, pittore fiammingo († 1736)
- 1659 - Yamamoto Tsunetomo, militare e filosofo giapponese († 1719)
- 1662 - Tokugawa Ienobu, militare giapponese († 1712)
- 1663 - Christoph Fürer von Haimendorf, politico, poeta e traduttore tedesco († 1732)
- 1672 - Francesco Antonio Bonporti, compositore italiano († 1749)
- 1673 - Bernard Picart, incisore francese († 1733)
- 1687 - Antonio Maria Ruffo, cardinale italiano († 1753)
- 1696 - James Francis Edward Keith, generale scozzese († 1758)
- 1697 - Francesco Antonio Vallotti, francescano, organista e compositore italiano († 1780)

## XVIII secolo(42)
- 1701 - David Carnegie, V conte di Northesk, nobile scozzese († 1741)
- 1704 - Carlos Seixas, compositore e organista portoghese († 1742)
- 1707 - Pietro Trinchera, librettista italiano († 1755)
- 1714 - Charles-Antoine Leclerc de La Bruère, drammaturgo e storico francese († 1754)
- 1716 - Francesca Sanna Sulis, stilista e imprenditrice italiana († 1810)
- 1716 - Otto von Münchhausen, botanico tedesco († 1774)
- 1721 - Thomas Howard, XIV conte di Suffolk, nobile e politico britannico († 1783)
- 1723 - Lorenzo Onofrio Colonna, principe italiano († 1779)
- 1723 - Johann Georg Palitzsch, astronomo tedesco († 1788)
- 1726 - Maria Teresa Raffaella di Borbone-Spagna, spagnola († 1746)
- 1735 - Andrea Corsini, cardinale e vescovo cattolico italiano († 1795)
- 1738 - Christophe-Philippe Oberkampf, imprenditore francese († 1815)
- 1740 - Luigi Gatti, compositore italiano († 1817)
- 1741 - Joseph Warren, medico e patriota statunitense († 1775)
- 1749 - Louise Elisabeth de Croÿ, scrittrice francese († 1832)
- 1752 - Christian von Haugwitz, giurista, politico e diplomatico prussiano († 1832)
- 1755 - Jean Louis Marie Poiret, botanico e esploratore francese († 1834)
- 1756 - Giovanni Vincenzo Auna, magistrato italiano († 1832)
- 1758 - James Hoban, architetto irlandese († 1831)
- 1758 - Pierre-René Rogue, presbitero francese († 1796)
- 1760 - Maria Cosway, artista e educatrice italiana († 1838)
- 1762 - Ugo Maria Cumino, micologo italiano
- 1766 - Antonio Raffaello Doria, militare italiano († 1799)
- 1766 - Lorenzo Mari, militare italiano († 1824)
- 1766 - Domenico Tritto, compositore italiano († 1851)
- 1772 - Emanuele De Deo, patriota italiano († 1794)
- 1775 - Simone Elia, architetto italiano († 1828)
- 1776 - John Constable, pittore inglese († 1837)
- 1778 - Antonio Miari, compositore italiano († 1854)
- 1780 - Bernhard von Lindenau, astronomo e politico tedesco († 1854)
- 1783 - Charles Bataillard, militare italiano († 1861)
- 1783 - Marino Marini, presbitero e archivista italiano († 1855)
- 1783 - Ryūtei Tanehiko, scrittore giapponese († 1842)
- 1786 - Philipp Jakob Cretzschmar, ornitologo e zoologo tedesco († 1845)
- 1787 - Manuel Dorrego, militare e politico argentino († 1828)
- 1795 - Narcisse-Achille de Salvandy, politico francese († 1856)
- 1796 - François-Louis Cailler, imprenditore svizzero († 1852)
- 1797 - Francis Conyngham, II marchese di Conyngham, politico e ufficiale britannico († 1876)
- 1797 - Henry Lascelles, III conte di Harewood, politico britannico († 1857)
- 1797 - Nicola Ricciotti, patriota italiano († 1844)
- 1798 - Donato Cocco, avvocato e politico italiano († 1873)
- 1800 - Carlo Vittadini, botanico e micologo italiano († 1865)

## XIX secolo(156)
- 1805 - Franz Anton Marenzi von Tagliuno und Talgate, generale e geologo austriaco († 1886)
- 1806 - Felipe Pardo y Aliaga, diplomatico, avvocato e poeta peruviano († 1868)
- 1808 - Johann Konrad Kern, avvocato, diplomatico e politico svizzero († 1888)
- 1809 - Juan Antonio Pezet, politico peruviano († 1879)
- 1811 - Vissarion Grigor'evič Belinskij, filosofo e critico letterario russo († 1848)
- 1815 - Julia Margaret Cameron, fotografa inglese († 1879)
- 1818 - Alexander Bain, filosofo e pedagogista scozzese († 1903)
- 1818 - Giulio Dragonetti, storico e politico italiano († 1896)
- 1819 - Riccardo Felici, fisico italiano († 1902)
- 1820 - Alexandre Bertrand, archeologo francese († 1902)
- 1820 - Louis Veray, scultore francese († 1891)
- 1822 - Samuel Davis Sturgis, generale statunitense († 1889)
- 1823 - James Lawson Kemper, politico, avvocato e militare statunitense († 1895)
- 1824 - Alphonse-Alfred Haentjens, politico e imprenditore francese († 1884)
- 1824 - Luisa Teresa di Borbone-Spagna, nobile spagnola († 1900)
- 1825 - Charles Levert, politico francese († 1899)
- 1827 - Eugène René Antonini, militare francese († 1882)
- 1827 - Francesco Campo, militare, patriota e politico italiano († 1915)
- 1827 - Robert Harry Inglis Palgrave, economista britannico († 1919)
- 1828 - Costantino Nigra, nobile, filologo e poeta italiano († 1907)
- 1829 - Bartolomeo Borelli, politico italiano († 1905)
- 1829 - Giuseppe Missori, militare italiano († 1911)
- 1829 - Alfred Newton, zoologo e ornitologo britannico († 1907)
- 1830 - Miguel Iglesias, politico e militare peruviano († 1909)
- 1832 - Augustus Hill Garland, politico statunitense († 1899)
- 1832 - Carlos Holguín Mallarino, politico colombiano († 1894)
- 1832 - Jules Vallès, scrittore francese († 1885)
- 1833 - Rosa Vercellana, nobildonna italiana († 1885)
- 1835 - William Stanley Haseltine, pittore e disegnatore statunitense († 1900)
- 1835 - Francesco Piccoli, politico italiano († 1883)
- 1837 - Jean-Nicolas Boulay, botanico francese († 1905)
- 1838 - Marià Fortuny i Marsal, pittore spagnolo († 1874)
- 1840 - William Henry Conley, religioso statunitense († 1897)
- 1840 - Percy Smith, topografo e etnologo neozelandese († 1922)
- 1842 - Alfredo del Liechtenstein, politico austriaco († 1907)
- 1843 - Rocco de Zerbi, politico e giornalista italiano († 1893)
- 1844 - William Robert Brooks, astronomo statunitense († 1922)
- 1844 - Odoardo Luchini, giurista e politico italiano († 1906)
- 1844 - Giuseppe Ruggi, chirurgo italiano († 1925)
- 1844 - Ludovico Seitz, pittore italiano († 1908)
- 1845 - Eugène Müntz, storico dell'arte francese († 1902)
- 1846 - Oscar Roty, disegnatore e medaglista francese († 1911)
- 1847 - Francesco Coppola Castaldo, pittore italiano († 1916)
- 1847 - Millicent Garrett Fawcett, scrittrice e attivista britannica († 1929)
- 1847 - Carlo Forlanini, medico e inventore italiano († 1918)
- 1850 - Henry Johnson, militare statunitense († 1904)
- 1850 - Pavel Adamovič Pleve, militare russo († 1916)
- 1851 - Ogden Goelet, imprenditore statunitense († 1897)
- 1851 - Christian Rutenberg, botanico e esploratore tedesco († 1878)
- 1851 - Theodor von Scheve, scacchista tedesco († 1922)
- 1851 - Mary Augusta Ward, romanziera britannica († 1920)
- 1853 - Jules Repond, ufficiale svizzero († 1933)
- 1854 - Giuseppe De Martino, attore italiano († 1918)
- 1855 - Alfred John North, ornitologo australiano († 1917)
- 1859 - Angelo Consolini, violinista, violista e compositore italiano († 1934)
- 1859 - Charles Pelham, IV conte di Yarborough, politico inglese († 1936)
- 1860 - Oda Krohg, pittrice norvegese († 1935)
- 1860 - Mary J. Rathbun, zoologa statunitense († 1943)
- 1861 - Émile Grumiaux, arciere francese († 1932)
- 1862 - Rodolfo Benini, statistico italiano († 1956)
- 1862 - Fernand Courty, astronomo francese († 1921)
- 1863 - Gustave Hermite, fisico e inventore francese († 1914)
- 1864 - Robert Coontz, ammiraglio statunitense († 1935)
- 1864 - Richard Strauss, compositore e direttore d'orchestra tedesco († 1949)
- 1865 - John Madden, calciatore e allenatore di calcio scozzese († 1948)
- 1866 - Robert Priebsch, filologo tedesco († 1935)
- 1867 - Charles Fabry, fisico francese († 1945)
- 1867 - Ettore Fronzi, arcivescovo cattolico italiano († 1940)
- 1867 - Inō Kanori, antropologo giapponese († 1925)
- 1867 - Marie Krøyer, pittrice e progettista danese († 1940)
- 1867 - Daniel Vorländer, chimico prussiano († 1941)
- 1868 - Bert Bailey, commediografo, attore e regista neozelandese († 1953)
- 1868 - Luigi Brizzolara, scultore italiano († 1937)
- 1868 - Pasquale Sandicchi, diplomatico e politico italiano († 1957)
- 1869 - Lodewijk Thomson, militare e politico olandese († 1914)
- 1870 - Luigi Edoardo Frisoni, politico e imprenditore italiano
- 1870 - Jeanne Granès, litografa, pittrice e disegnatrice francese († 1923)
- 1870 - Bruno Ziener, attore e regista tedesco († 1941)
- 1871 - Ettore Romagnoli, grecista, letterato e traduttore italiano († 1938)
- 1875 - Riccardo Bachi, economista e statistico italiano († 1951)
- 1875 - Gilbert Emery, attore e sceneggiatore statunitense († 1945)
- 1875 - Sam Raybould, calciatore inglese († 1949)
- 1876 - Christen Gran Bøgh, avvocato norvegese († 1955)
- 1876 - Lawrence Dundas, II marchese di Zetland, politico inglese († 1961)
- 1876 - Alfred Kroeber, antropologo statunitense († 1960)
- 1877 - Robert Farnan, canottiere statunitense († 1939)
- 1877 - Olga FitzGeorge, imprenditrice inglese († 1928)
- 1877 - Renée Vivien, poetessa britannica († 1909)
- 1878 - Lucien Daudet, scrittore francese († 1946)
- 1879 - Roger Bresnahan, giocatore di baseball e allenatore di baseball statunitense († 1944)
- 1879 - Edith Wakeling, montatrice canadese († 1962)
- 1880 - Federico Anselmino, imprenditore e politico italiano († 1936)
- 1880 - Willem Janssen, calciatore olandese († 1976)
- 1880 - Jeannette Rankin, politica statunitense († 1973)
- 1881 - Mordecai Kaplan, rabbino e filosofo statunitense († 1983)
- 1881 - Alexandre Lippmann, schermidore francese († 1960)
- 1881 - Eric E. Westbury, compositore di scacchi britannico († 1939)
- 1882 - Alvin Langdon Coburn, fotografo statunitense († 1966)
- 1882 - Ivo Illuminati, regista, attore e sceneggiatore italiano († 1963)
- 1883 - Virginia Brissac, attrice statunitense († 1979)
- 1884 - Vittorina Benvenuti, attrice italiana († 1965)
- 1884 - Halide Edib Adıvar, scrittrice e oratrice turca († 1964)
- 1884 - Geoffrey Scott, storico dell'architettura e poeta inglese († 1929)
- 1884 - Ruggero Tracchia, generale italiano († 1955)
- 1885 - Frank Fredrickson, hockeista su ghiaccio e allenatore di hockey su ghiaccio canadese († 1979)
- 1885 - Giacomo Lacerenza, compositore, direttore di banda e trombettista italiano († 1952)
- 1885 - Francesco Verri, pistard italiano († 1945)
- 1886 - Armando Businco, medico italiano († 1967)
- 1886 - Oscar Hoppe, pattinatore artistico su ghiaccio cecoslovacco († 1936)
- 1886 - Eino Railio, ginnasta finlandese († 1970)
- 1886 - Lilian Fontaine, attrice britannica († 1975)
- 1887 - Gioacchino Di Leo, arcivescovo cattolico italiano († 1963)
- 1887 - Alfonso Monfardini, scultore e pittore italiano († 1965)
- 1888 - Francesco Cappa, militare e aviatore italiano († 1917)
- 1888 - Arthur Grimble, scrittore britannico († 1956)
- 1888 - Adam Zamenhof, medico e esperantista polacco († 1940)
- 1889 - Fabrizio Colamussi, letterato e poeta italiano († 1955)
- 1889 - Otto Deßloch, generale tedesco († 1977)
- 1889 - Francesco Geraci, partigiano e politico italiano († 1967)
- 1889 - Charles C. Hartmann, architetto statunitense († 1977)
- 1889 - Wesley Ruggles, regista statunitense († 1972)
- 1889 - Hugo Wieslander, multiplista svedese († 1976)
- 1890 - James Basevi, scenografo britannico († 1962)
- 1890 - Constantin Celăreanu, generale e aviatore rumeno († 1983)
- 1890 - John Eliot, VI conte di St. Germans, nobile inglese († 1922)
- 1890 - Béla Miklós, generale e politico ungherese († 1948)
- 1890 - Domenico Schiavone, politico italiano († 1973)
- 1890 - Ottorino Schreiber, generale italiano († 1978)
- 1890 - Jean-Liévin-Joseph Sion, missionario e vescovo cattolico francese († 1951)
- 1892 - Giuseppe Andreoli, generale italiano († 1945)
- 1893 - Jean Amanrich, ammiraglio francese († 1963)
- 1893 - Jules-André Peugeot, militare francese († 1914)
- 1894 - Audun Rusten, nuotatore norvegese († 1957)
- 1894 - Eulalie Spence, scrittrice, docente e regista statunitense († 1981)
- 1894 - Kiichirō Toyoda, imprenditore giapponese († 1952)
- 1894 - Dai Vernon, illusionista canadese († 1992)
- 1895 - Enrico Arioni, calciatore italiano († 1978)
- 1895 - Henry McCall, ammiraglio britannico († 1980)
- 1895 - Antonio Quarantotto, nuotatore italiano († 1987)
- 1896 - Julius Bomholt, politico e scrittore danese († 1969)
- 1896 - Giuseppe Ragnini, generale italiano
- 1896 - Laurent Seret, ciclista su strada belga († 1978)
- 1896 - Alois Wotawa, compositore di scacchi austriaco († 1970)
- 1897 - Vic Beaman, pallanuotista britannico († 1970)
- 1897 - Gösta Åkerlöf, chimico svedese († 1966)
- 1898 - Fiumicello Fiumicelli, politico e radiologo italiano († 1962)
- 1898 - Lionel Penrose, psichiatra e genetista britannico († 1972)
- 1898 - Nando Vitali, scrittore, drammaturgo e poeta italiano († 1977)
- 1899 - Dante Guindani, ciclista su strada italiano († 1929)
- 1899 - Yasunari Kawabata, scrittore giapponese († 1972)
- 1899 - Raoul Salan, generale francese († 1984)
- 1900 - Imre Hirschl, calciatore e allenatore di calcio ungherese († 1973)
- 1900 - Martha Lorber, attrice statunitense († 1983)
- 1900 - Leopoldo Marechal, poeta, drammaturgo e scrittore argentino († 1970)
- 1900 - Vittorio Meneghini, militare italiano († 1943)
- 1900 - Carmen Polo, I signora di Meirás, nobildonna spagnola († 1988)

## XX secolo(829)
- 1901 - June Howard Tripp, attrice britannica († 1985)
- 1901 - Paulette McDonagh, regista e sceneggiatrice australiana († 1978)
- 1902 - Ernst Wilhelm Nay, pittore tedesco († 1968)
- 1902 - Ernie Nevers, allenatore di football americano, giocatore di football americano e giocatore di baseball statunitense († 1976)
- 1902 - Vissarion Jakovlevič Šebalin, compositore russo († 1963)
- 1902 - Paavo Yrjölä, multiplista finlandese († 1980)
- 1903 - Armand Abel, islamista belga († 1973)
- 1903 - Ernst Fuchs, teologo tedesco († 1983)
- 1903 - Sheridan Gibney, sceneggiatore e drammaturgo statunitense († 1988)
- 1903 - Orsola Nemi, scrittrice, traduttrice e giornalista italiana († 1985)
- 1903 - Olga di Grecia, principessa greca († 1997)
- 1903 - Vicente Piera, calciatore spagnolo († 1960)
- 1904 - Emil František Burian, drammaturgo, poeta e giornalista cecoslovacco († 1959)
- 1904 - Rolando Camurri, calciatore italiano († 1980)
- 1904 - Augusta Ghidiglia Quintavalle, storica dell'arte, museologa e saggista italiana († 1988)
- 1904 - Paul Mason, diplomatico inglese († 1978)
- 1904 - Pinetop Smith, pianista statunitense († 1929)
- 1905 - Gaetano di Borbone-Parma, nobile italiano († 1958)
- 1905 - Jurij Sergeevič Nikolaev, psichiatra, attivista e scrittore sovietico († 1998)
- 1905 - Georges Ouvray, calciatore francese († 1983)
- 1905 - Alfrēds Plade, calciatore lettone († 1944)
- 1905 - Stefano Sibaldi, attore e doppiatore italiano († 1996)
- 1905 - Enrico Volterra, ingegnere italiano († 1973)
- 1906 - Iosif Czako, calciatore rumeno († 1966)
- 1906 - Renato Lombardi, imprenditore italiano († 1982)
- 1907 - Alfredo Bovio Di Giovanni, pittore italiano († 1995)
- 1907 - Raoul Henkaert, schermidore belga († 1955)
- 1907 - Albert Henry, politico cookese († 1981)
- 1907 - Emile Kuri, scenografo messicano († 2000)
- 1907 - Luigi Rizzi, calciatore italiano
- 1907 - Michele Rossano, magistrato italiano
- 1907 - Ilona Vargha, schermitrice ungherese († 1973)
- 1908 - Law Adam, calciatore olandese († 1941)
- 1908 - Karl Hein, martellista tedesco († 1982)
- 1908 - Francesco Marto, portoghese († 1919)
- 1909 - Harry Gerstad, montatore statunitense († 2002)
- 1910 - Carmine Coppola, compositore, direttore d'orchestra e flautista statunitense († 1991)
- 1910 - Jacques-Yves Cousteau, esploratore, navigatore e militare francese († 1997)
- 1911 - Norman Malcolm, filosofo statunitense († 1990)
- 1912 - James Algar, regista, sceneggiatore e produttore cinematografico statunitense († 1998)
- 1912 - William Baziotes, pittore statunitense († 1963)
- 1912 - Emil Juracka, pallamanista austriaco († 1944)
- 1912 - James C. Lucas, criminale statunitense († 1998)
- 1912 - Phạm Hùng, politico vietnamita († 1988)
- 1912 - Pietro Giovanni Toja, calciatore italiano
- 1912 - Rashid bin Sa'id Al Maktum, politico emiratino († 1990)
- 1913 - Cedric Liddell, canottiere canadese († 1981)
- 1913 - Vince Lombardi, allenatore di football americano statunitense († 1970)
- 1913 - Risë Stevens, mezzosoprano e attrice statunitense († 2013)
- 1914 - Henry Barakat, regista egiziano († 1997)
- 1914 - Oliviero Mascheroni, calciatore italiano († 1987)
- 1914 - Jean Meyer, attore, commediografo e regista francese († 2003)
- 1914 - Gerald Mohr, attore statunitense († 1968)
- 1914 - Giacomo Signori, pallanuotista e nuotatore italiano († 2005)
- 1915 - Buddy Baer, attore e pugile statunitense († 1986)
- 1915 - Guido Borgianni, pittore italiano († 2011)
- 1915 - Antonio Borsellino, fisico italiano († 1992)
- 1915 - Frank Broome, calciatore e allenatore di calcio inglese († 1994)
- 1915 - Magda Gabor, attrice ungherese († 1997)
- 1915 - Arnold Jacobs, musicista e insegnante statunitense († 1998)
- 1915 - Nicholas Metropolis, fisico statunitense († 1999)
- 1915 - Krum Milev, allenatore di calcio e calciatore bulgaro († 2000)
- 1915 - Finn Moen, calciatore norvegese († 1999)
- 1915 - Bob Parsons, cestista statunitense († 1985)
- 1916 - Adolf Glunz, militare e aviatore tedesco († 2002)
- 1917 - Fausto Balilla Albani, aviatore e militare italiano († 2006)
- 1917 - Thomas Davis, medico e politico cookese († 2007)
- 1917 - Enzo Michelini, militare italiano († 1942)
- 1917 - João Bosco Burnier, religioso brasiliano († 1976)
- 1917 - Giuseppe Vannucci, calciatore italiano († 1975)
- 1918 - Jane Bryan, attrice statunitense († 2009)
- 1918 - Arne Eriksen, calciatore norvegese († 2013)
- 1918 - Joe Harvey, calciatore e allenatore di calcio inglese († 1989)
- 1918 - Giuseppe Orlando, economista e politico italiano († 1992)
- 1918 - Heinz Petruo, attore, doppiatore e conduttore radiofonico tedesco († 2001)
- 1919 - Luis Antonio Ferreyra, calciatore argentino
- 1919 - Stanley Edgar Hyman, critico letterario statunitense († 1970)
- 1919 - Richard Todd, attore irlandese († 2009)
- 1920 - Albin Chalandon, funzionario, banchiere e politico francese († 2020)
- 1920 - Irving Howe, critico letterario statunitense († 1993)
- 1920 - Robert Hutton, attore statunitense († 1994)
- 1920 - Mario Magotti, calciatore italiano († 1981)
- 1920 - Mahendra del Nepal, re nepalese († 1972)
- 1920 - Shelly Manne, batterista statunitense († 1984)
- 1920 - Hazel Scott, musicista, cantante e attrice trinidadiana († 1981)
- 1921 - Vinicio Berti, pittore e illustratore italiano († 1991)
- 1922 - Alberto Bovone, cardinale e arcivescovo cattolico italiano († 1998)
- 1922 - John Bromfield, attore statunitense († 2005)
- 1922 - Giuseppe Cellai, calciatore italiano († 1978)
- 1922 - Erving Goffman, sociologo canadese († 1982)
- 1922 - Michael Cacoyannis, regista cipriota († 2011)
- 1922 - Gino Sartor, partigiano e politico italiano († 1994)
- 1923 - Merv Harris, cestista e allenatore di pallacanestro australiano
- 1923 - Arthur Maling, scrittore statunitense († 2013)
- 1923 - Mike Todorovich, cestista e allenatore di pallacanestro statunitense († 2000)
- 1924 - Sergio Toigo, ciclista su strada e ciclocrossista italiano († 2015)
- 1925 - Carmen Artocchini, pubblicista italiana († 2016)
- 1925 - Gino Cacchioli, politico italiano († 1981)
- 1925 - Jean-Pierre Chabrol, scrittore francese († 2001)
- 1925 - Günther Haase, tuffatore tedesco
- 1925 - Ludwig Hoffmann, organista e pianista tedesco († 1999)
- 1925 - Vincenzo Labella, produttore cinematografico, sceneggiatore e regista italiano († 2018)
- 1925 - Božena Srncová, ginnasta cecoslovacca († 1997)
- 1925 - William Styron, scrittore, drammaturgo e critico letterario statunitense († 2006)
- 1925 - Richard White, rugbista a 15, politico e dirigente sportivo neozelandese († 2012)
- 1926 - Giuseppe Cardano, ex calciatore italiano
- 1926 - Jacques Chalifour, cestista francese († 1987)
- 1926 - Daniel Dagallier, ex schermidore francese
- 1926 - Carlisle Floyd, compositore statunitense († 2021)
- 1926 - Ed Francis, wrestler e imprenditore statunitense († 2016)
- 1926 - Guglielmo Oppezzo, calciatore italiano († 1978)
- 1926 - Arlette Poirier, attrice francese († 2012)
- 1927 - Francisco Brennand, scultore e pittore brasiliano († 2019)
- 1927 - Raffaele Di Mario, attore italiano († 2008)
- 1927 - Beryl Grey, ballerina britannica († 2022)
- 1927 - Miguel Ignomiriello, allenatore di calcio argentino
- 1927 - Sonya Monosoff, violinista statunitense
- 1927 - Alfred Niepieklo, calciatore tedesco († 2014)
- 1927 - John William O'Malley, presbitero e storico statunitense († 2022)
- 1928 - John Edwards Hill, zoologo britannico († 1997)
- 1928 - Duilio Magnani, prete e esperantista italiano († 2010)
- 1928 - Fabiola de Mora y Aragón, regina belga († 2014)
- 1928 - Alan Paterson, altista britannico († 1999)
- 1928 - Don Slocum, cestista statunitense († 1997)
- 1928 - José Maria Zabalza, regista e sceneggiatore spagnolo († 1985)
- 1929 - Loris J. Bononi, farmacologo, scrittore e poeta italiano († 2012)
- 1929 - Astrid Lulling, politica lussemburghese
- 1929 - Lennie Niehaus, compositore e sassofonista statunitense († 2020)
- 1930 - Erasmo Buzzacchi, fumettista italiano († 2006)
- 1930 - Enrico De Mori, direttore d'orchestra italiano († 2016)
- 1930 - Lina Gabrielli, giornalista, scrittrice e esperantista italiana († 2016)
- 1930 - Charles B. Rangel, politico statunitense († 2025)
- 1930 - Ellen Schwiers, attrice tedesca († 2019)
- 1930 - Muhammad Yusuf al-Najjar, guerrigliero e terrorista palestinese († 1973)
- 1931 - Enzo Benedetti, calciatore e allenatore di calcio italiano († 2017)
- 1931 - Michele Gismondi, ciclista su strada italiano († 2013)
- 1931 - June Laverick, attrice e modella britannica
- 1931 - Frédérick Tristan, scrittore francese († 2022)
- 1931 - Ray Wood, allenatore di calcio e calciatore inglese († 2002)
- 1932 - Gerd Andersson, attrice svedese
- 1932 - Ed Bishop, attore statunitense († 2005)
- 1932 - Thomas Butler, bobbista statunitense († 2019)
- 1932 - Giuseppe Carratelli, avvocato e politico italiano († 2021)
- 1932 - Athol Fugard, drammaturgo, scrittore e attore sudafricano († 2025)
- 1933 - Vincenzo Desario, dirigente d'azienda e economista italiano († 2020)
- 1933 - Daniel Gimaret, orientalista e islamista francese
- 1933 - Shigeru Kasahara, lottatore giapponese († 1990)
- 1933 - Kelly, cantante italiana († 1999)
- 1933 - Harald Szeemann, storico dell'arte svizzero († 2005)
- 1933 - Gene Wilder, attore, sceneggiatore e regista statunitense († 2016)
- 1934 - Henri de Laborde de Monpezat, nobile francese († 2018)
- 1934 - Václav Syrový, sollevatore cecoslovacco († 2010)
- 1934 - Blagoja Vidinić, calciatore e allenatore di calcio jugoslavo († 2006)
- 1935 - Heinrich Bauer, ex calciatore tedesco
- 1935 - Núria Espert, attrice e regista teatrale spagnola
- 1935 - Eulogio Martínez, calciatore paraguaiano († 1984)
- 1935 - Luciano Piquè, calciatore e allenatore di calcio italiano († 2021)
- 1935 - Nicola Scalzini, economista italiano
- 1935 - Nina Vladimirovna Timofeeva, ballerina e politica sovietica († 2014)
- 1935 - Renzo Uzzecchini, calciatore e allenatore di calcio italiano († 2022)
- 1936 - Daniel Bernoulli, geologo svizzero
- 1936 - Giovanni Bonello, giudice maltese
- 1936 - Jaime Camino, regista e sceneggiatore spagnolo († 2015)
- 1936 - Bruno Fagnoul, politico e insegnante belga († 2023)
- 1936 - Hanz Kovacq, disegnatore francese († 2016)
- 1936 - Barbara Rose, storica dell'arte statunitense († 2020)
- 1937 - Carlos Eduardo Dolabella, attore brasiliano († 2003)
- 1937 - Chad Everett, attore statunitense († 2012)
- 1937 - Reginaldo Faria, attore e regista brasiliano
- 1937 - Don Fleming, giocatore di football americano statunitense († 1963)
- 1937 - John Francis Kinney, vescovo cattolico statunitense († 2019)
- 1937 - Rudolf Kölbl, calciatore tedesco († 2024)
- 1937 - Rino Marchesi, ex calciatore e allenatore di calcio italiano
- 1937 - David Mumford, matematico inglese
- 1937 - Robin Warren, patologo australiano († 2024)
- 1938 - Bobby Laverick, allenatore di calcio e ex calciatore inglese
- 1939 - Wilma Burgess, cantante statunitense († 2003)
- 1939 - Christina Crawford, attrice, scrittrice e attivista statunitense
- 1939 - Chris Crowe, calciatore inglese († 2003)
- 1939 - Dieter Lindner, calciatore tedesco († 2024)
- 1939 - Franco Manfroi, fondista italiano († 2005)
- 1939 - Guido Manuli, animatore, disegnatore e regista italiano
- 1939 - Juan Navarro Baldeweg, architetto, scultore e pittore spagnolo
- 1939 - Salvatore Nunnari, arcivescovo cattolico italiano
- 1939 - Bernard Purdie, batterista statunitense
- 1939 - Mirko Stojanović, ex calciatore e allenatore di calcio jugoslavo
- 1939 - Osvaldo Verdi, dirigente sportivo, allenatore di calcio e calciatore italiano († 2017)
- 1939 - Jackie Stewart, ex pilota automobilistico scozzese
- 1940 - Raymond Farina, poeta francese
- 1940 - Dave Mills, cestista statunitense († 2001)
- 1940 - Daniel J. Sullivan, regista teatrale statunitense
- 1940 - Juan María Zorriketa, ex calciatore spagnolo
- 1941 - Geoff Cooke, ex rugbista a 15, allenatore di rugby a 15 e dirigente sportivo britannico
- 1941 - Marina Lotar, attrice, ex modella e ex attrice pornografica svedese
- 1941 - Salvatore Settis, archeologo e storico dell'arte italiano
- 1942 - Parris Glendening, politico statunitense
- 1942 - Pierre Michel, docente francese
- 1942 - Nunzio Todisco, tenore italiano
- 1943 - Coutinho, calciatore e allenatore di calcio brasiliano († 2019)
- 1943 - Jonathan Goldberg, critico letterario e anglista statunitense († 2022)
- 1943 - Leonardo Grosso, dirigente sportivo e ex calciatore italiano
- 1943 - Henry Hill, mafioso e collaboratore di giustizia statunitense († 2012)
- 1943 - Annabella Incontrera, attrice italiana († 2004)
- 1943 - Buster Mathis, pugile statunitense († 1995)
- 1943 - Oleg Borisovič Vidov, attore sovietico († 2017)
- 1943 - Bernabe Villacampo, ex pugile filippino
- 1944 - Sergio Givone, filosofo italiano
- 1944 - Georgij Kulikov, ex nuotatore sovietico
- 1944 - Marcel Mignot, ex pilota automobilistico francese
- 1944 - Rolando, calciatore portoghese († 2022)
- 1944 - Haim Starkman, ex cestista e allenatore di pallacanestro israeliano
- 1944 - James van Hoften, ex astronauta e ingegnere statunitense
- 1945 - Adrienne Barbeau, attrice, doppiatrice e scrittrice statunitense
- 1945 - Roland Moreno, inventore e imprenditore francese († 2012)
- 1945 - Walt Piatkowski, ex cestista statunitense
- 1946 - Biancamaria Frabotta, poetessa e saggista italiana († 2022)
- 1946 - Philippe Hirschhorn, violinista e docente sovietico († 1996)
- 1946 - Julius J. Lipner, indologo indiano
- 1946 - Paul Lynch, regista, sceneggiatore e produttore cinematografico britannico
- 1946 - Luther Rackley, cestista statunitense († 2017)
- 1946 - Ron Sanford, ex cestista statunitense
- 1947 - Renato Bertagna, ex culturista italiano
- 1947 - Roberto Biscardini, politico e urbanista italiano
- 1947 - Francisco Castrejón, ex calciatore messicano
- 1947 - Henry Cisneros, politico statunitense
- 1947 - Eric Donaldson, cantante giamaicano
- 1947 - Bob Evans, pilota automobilistico inglese
- 1947 - Vito Riggio, politico e dirigente pubblico italiano
- 1948 - Paolo Balboni, linguista italiano
- 1948 - Mike Conaway, politico statunitense
- 1948 - Carlo Federici, bibliotecario italiano
- 1948 - Ernst Jean-Joseph, calciatore haitiano († 2020)
- 1948 - Aleksandr Kabanov, pallanuotista e allenatore di pallanuoto sovietico († 2020)
- 1948 - Adriano Musi, sindacalista e politico italiano
- 1948 - Angelo Panebianco, politologo e saggista italiano
- 1948 - Stephen Schnetzer, attore statunitense
- 1948 - Michael Swan, attore statunitense
- 1948 - Brian Tinnion, ex calciatore inglese
- 1948 - Lynsey de Paul, cantante britannica († 2014)
- 1949 - Pierre Bayonne, ex calciatore haitiano
- 1949 - Frank Beard, batterista statunitense
- 1949 - Alberto Ercolani, attore italiano
- 1949 - Giancarlo Esposti, terrorista italiano († 1974)
- 1949 - Petko Marinov, ex cestista e allenatore di pallacanestro bulgaro
- 1949 - Ingrid Newkirk, attivista britannica
- 1949 - Tom Pryce, pilota automobilistico britannico († 1977)
- 1949 - Renato Sali, ex calciatore italiano
- 1949 - Sherman Howard, attore statunitense
- 1949 - Jean-François Sirinelli, storico francese
- 1949 - Bernez Tangi, poeta, cantante e pittore francese
- 1950 - Ellie Daniel, ex nuotatrice statunitense
- 1950 - Terry Dolan, allenatore di calcio e ex calciatore inglese
- 1950 - Iceman Parsons, ex wrestler statunitense
- 1950 - Graham Russell, cantautore e chitarrista britannico
- 1950 - Pierre Sagna, ex cestista senegalese
- 1950 - Vanderlei Eustáquio de Oliveira, calciatore brasiliano († 2023)
- 1951 - Marijan Beneš, pugile jugoslavo († 2018)
- 1951 - Luigi Bergamaschi, allenatore di pallacanestro e dirigente sportivo italiano
- 1951 - Yasumasa Morimura, artista giapponese
- 1951 - Janet L. Robinson, giornalista e imprenditrice statunitense
- 1952 - Vicente Bokalic Iglic, cardinale e arcivescovo cattolico argentino
- 1952 - Geraldo Carneiro, musicista, scrittore e sceneggiatore brasiliano
- 1952 - Doris Maletzki, ex velocista tedesca
- 1952 - Ekaterina Podkopaeva, ex mezzofondista russa
- 1952 - Sturla Solhaug, ex calciatore norvegese
- 1952 - Anote Tong, politico gilbertese
- 1952 - Donnie Van Zant, cantante e chitarrista statunitense
- 1953 - Peter Bergman, attore statunitense
- 1953 - José Bové, attivista, agricoltore e sindacalista francese
- 1953 - Dennis Daugaard, politico statunitense
- 1953 - Vera Komisova, ex ostacolista e velocista sovietica
- 1953 - Verónica Langer, attrice argentina
- 1953 - Ismael Lejarreta, ex ciclista su strada spagnolo
- 1953 - Karin Maar, ex cestista australiana
- 1953 - Pierangelo Marcati, matematico italiano
- 1953 - Peter McDonnell, ex calciatore inglese
- 1953 - Mark Nauseef, batterista e percussionista statunitense
- 1953 - Angela Quaquero, politica italiana
- 1953 - Pat Symonds, ingegnere inglese
- 1953 - Ed Tapscott, allenatore di pallacanestro e dirigente sportivo statunitense
- 1954 - Alexander Bălănescu, violinista rumeno
- 1954 - Effi Birnbaum, allenatore di pallacanestro israeliano
- 1954 - Wilson Faumuina, giocatore di football americano samoano americano († 1986)
- 1954 - Gary Fencik, ex giocatore di football americano statunitense
- 1954 - Gerhard Grandke, politico tedesco
- 1954 - Giōrgos Kezos, ex calciatore cipriota
- 1954 - Alois Löser, monaco cristiano tedesco
- 1954 - Johnny Neel, cantante e musicista statunitense († 2024)
- 1954 - Greta Van Susteren, avvocata, giornalista e conduttrice televisiva statunitense
- 1955 - Richard A. Burridge, presbitero, teologo e biblista britannico
- 1955 - Enzo Gentile, giornalista, scrittore e critico musicale italiano
- 1955 - Sebastiano Nata, scrittore italiano
- 1955 - Meir Porush, politico israeliano
- 1955 - Jurij Sedych, martellista ucraino († 2021)
- 1955 - Amilcare Sgalbazzi, ex ciclista su strada italiano
- 1955 - Luigi Sintoni, ex pesista italiano
- 1956 - Doug Betters, ex giocatore di football americano statunitense
- 1956 - Patricia Bullrich, politica argentina
- 1956 - Giobbe Covatta, comico, attore e scrittore italiano
- 1956 - Giovanni Kessler, magistrato e politico italiano
- 1956 - Stefano Michelini, allenatore di pallacanestro italiano
- 1956 - Amir Mokri, direttore della fotografia iraniano
- 1956 - Joe Montana, ex giocatore di football americano statunitense
- 1956 - Ray Nagin, politico statunitense
- 1956 - Nathaniel Philbrick, scrittore statunitense
- 1956 - Simon Plouffe, matematico canadese
- 1956 - Alessandro Starnini, politico italiano
- 1956 - Jamaaladeen Tacuma, bassista statunitense
- 1957 - Francesco Bonini, storico e politologo italiano
- 1957 - Gianfranco Dalla Barba, schermidore e neurologo italiano († 2024)
- 1957 - Eddy Napoli, cantante italiano
- 1957 - Evgenij Dodolev, giornalista e conduttore televisivo russo
- 1957 - Thom de Graaf, politico olandese
- 1957 - Lorenzo Loris, attore teatrale, drammaturgo e regista teatrale italiano
- 1957 - Mary Sawyer, ex tennista australiana
- 1957 - Ammar Souayah, allenatore di calcio tunisino
- 1958 - Paolo Aresi, autore di fantascienza e giornalista italiano
- 1958 - Butch Carter, ex cestista e allenatore di pallacanestro statunitense
- 1958 - Marco Gemmani, direttore di coro e compositore italiano
- 1958 - Kenya Hara, designer giapponese
- 1958 - Aleksandr Mel'nik, regista russo († 2021)
- 1958 - Holly Warlick, ex cestista e allenatrice di pallacanestro statunitense
- 1959 - Mike Arcuri, politico e avvocato statunitense
- 1959 - Viviana Bontacchio, calciatrice italiana († 2012)
- 1959 - Craig Dykema, ex cestista statunitense
- 1959 - Ron Hallstrom, ex giocatore di football americano statunitense
- 1959 - Hugh Laurie, attore, comico e musicista britannico
- 1959 - Magnum T.A., ex wrestler statunitense
- 1959 - Eugenio Minasso, politico italiano († 2021)
- 1959 - Alan Moulder, produttore discografico britannico
- 1959 - Mark Rezyka, regista canadese
- 1959 - Carol Ross, ex cestista e allenatrice di pallacanestro statunitense
- 1959 - Mechtild Rössler, geografa tedesca
- 1959 - Mino Taricco, politico italiano
- 1959 - Daniel Edward Thomas, vescovo cattolico statunitense
- 1959 - Susan Van Camp, illustratrice statunitense
- 1960 - Anne Teresa De Keersmaeker, ballerina e coreografa belga
- 1960 - Graham Withey, ex calciatore inglese
- 1960 - Mehmet Öz, chirurgo, conduttore televisivo e autore televisivo statunitense
- 1961 - María Barranco, attrice spagnola
- 1961 - Heather Ludloff, ex tennista statunitense
- 1961 - Franco Malè, culturista italiano
- 1961 - Giovanni Mareggini, flautista italiano
- 1961 - Oksen Mirzoyan, ex sollevatore sovietico
- 1962 - Olga Charvátová, ex sciatrice alpina ceca
- 1962 - Yamila Figueroa, ex schermitrice cubana
- 1962 - Sylvie Guillaume, politica francese
- 1962 - Barry Christopher Knestout, vescovo cattolico statunitense
- 1962 - Slobodan Kuzmanovski, ex pallamanista serbo
- 1962 - Mano Menezes, allenatore di calcio e ex calciatore brasiliano
- 1962 - Erika Salumäe, ex pistard estone
- 1962 - Toshihiko Seki, doppiatore giapponese
- 1962 - Gerardo dos Santos, calciatore brasiliano († 2021)
- 1963 - John Dreyer, allenatore di calcio e ex calciatore inglese
- 1963 - Daniele Franz, politico italiano
- 1963 - Gregg Hoffman, produttore cinematografico statunitense († 2005)
- 1963 - Joe Holmes, chitarrista statunitense
- 1963 - Anne Kasprik, attrice tedesca
- 1963 - Bruce Kimball, tuffatore statunitense
- 1963 - Jan Posthuma, ex pallavolista olandese
- 1963 - Piero Ruzzante, politico italiano
- 1963 - Sandra Schmirler, giocatrice di curling canadese († 2000)
- 1963 - Konstantin Aleksandrovič Ŝerbakov, pianista e docente russo
- 1964 - Jean Alesi, ex pilota automobilistico e opinionista francese
- 1964 - Wren T. Brown, attore statunitense
- 1964 - Joachim Buchner, ex sciatore alpino austriaco
- 1964 - Beth Cochran, ex cestista canadese
- 1964 - Paola Davoli, archeologa e egittologa italiana
- 1964 - Anne Marie Dioh, ex cestista senegalese
- 1964 - Pete Finestone, batterista statunitense
- 1964 - Kim Gallagher, mezzofondista statunitense († 2002)
- 1964 - Mel Previte, chitarrista italiano
- 1964 - Julio César Rosero, ex calciatore ecuadoriano
- 1964 - Dania Santos, ex cestista dominicana
- 1964 - Gunnar Sauer, ex calciatore tedesco
- 1964 - Eduardo Tartaglia, attore, commediografo e regista italiano
- 1964 - Mike Wolfe, attore televisivo, sceneggiatore e produttore televisivo statunitense
- 1965 - Lalka Berberova, canottiera bulgara († 2006)
- 1965 - Pamela Gidley, attrice statunitense († 2018)
- 1965 - Roman Kreuziger, ex ciclista su strada e ciclocrossista ceco
- 1965 - Gian Paolo Manzella, funzionario e politico italiano
- 1965 - Rogelio Marcelo, ex pugile cubano
- 1965 - Pat McGrath, truccatrice britannica
- 1965 - Giōrgos Mpartzōkas, allenatore di pallacanestro e ex cestista greco
- 1965 - Gianluca Rossi, politico italiano
- 1965 - Michael Rosswess, ex velocista britannico
- 1965 - Fabrizio Simoncioni, musicista, produttore discografico e fonico italiano
- 1965 - Christian Streich, allenatore di calcio e ex calciatore tedesco
- 1965 - Manuel Uribe, messicano († 2014)
- 1966 - Francesca Barracciu, politica italiana
- 1966 - Tiffany Cohen, ex nuotatrice statunitense
- 1966 - Giulio Gerli, imprenditore italiano
- 1966 - Vasilij Kul'kov, allenatore di calcio e calciatore russo († 2020)
- 1966 - Maurizio Marin, dirigente sportivo e ex calciatore italiano
- 1966 - Scott Mellanby, dirigente sportivo e ex hockeista su ghiaccio canadese
- 1966 - Paula Misăilă, ex cestista rumena
- 1966 - Vincenzo Nardiello, ex pugile italiano
- 1966 - Daniele Pagani, ex altista italiano
- 1966 - Manuela Rüf, ex sciatrice alpina austriaca
- 1967 - Graeme Bachop, ex rugbista a 15 neozelandese
- 1967 - Clare Carey, attrice statunitense
- 1967 - Mario Chitaroni, ex hockeista su ghiaccio canadese
- 1967 - Isabela Garcia, attrice brasiliana
- 1967 - Jens Martin Knudsen, ex calciatore faroese
- 1967 - Jameleddine Limam, ex calciatore tunisino
- 1967 - Melvin Newbern, ex cestista e allenatore di pallacanestro statunitense
- 1967 - Robert Olesen, ex bobbista statunitense
- 1968 - Antonio Caldonazzi, attore teatrale, drammaturgo e regista teatrale italiano († 2010)
- 1968 - Mirella Emiliozzi, politica italiana
- 1968 - Emiliano García-Page, giurista e politico spagnolo
- 1968 - Sylvain Lautié, allenatore di pallacanestro e dirigente sportivo francese
- 1968 - Luigi del Liechtenstein, principe liechtensteinese
- 1968 - Sevdalin Marinov, ex sollevatore bulgaro
- 1968 - Camilla Nylund, soprano finlandese
- 1968 - Daniel Orsanic, allenatore di tennis e ex tennista argentino
- 1969 - Peter Dinklage, attore statunitense
- 1969 - Alfonso Fidalgo, ex atleta paralimpico spagnolo
- 1969 - Bryan Fogarty, hockeista su ghiaccio canadese († 2002)
- 1969 - Kristinn Jakobsson, ex arbitro di calcio islandese
- 1969 - Sergej Juran, allenatore di calcio e ex calciatore russo
- 1969 - Ola Källenius, dirigente d'azienda svedese
- 1969 - Matthias Maucksch, allenatore di calcio e ex calciatore tedesco orientale
- 1969 - Matt McGrath, attore statunitense
- 1969 - Leena Nair, dirigente d'azienda indiana
- 1969 - Marco Rovelli, scrittore e musicista italiano
- 1969 - Antonella Ruggiero, cantante italiana
- 1970 - Giuseppe Berretta, politico italiano
- 1970 - Arkhom Chenglai, ex pugile thailandese
- 1970 - Patrizia Fichera, ex calciatrice italiana
- 1970 - Engin Fırat, allenatore di calcio e dirigente sportivo turco
- 1970 - Andy Gavin, autore di videogiochi, scrittore e imprenditore statunitense
- 1970 - Jane Goldman, sceneggiatrice, scrittrice e conduttrice televisiva britannica
- 1970 - Kang Ho-dong, comico e conduttore televisivo sudcoreano
- 1970 - Alex Kendrick, attore, sceneggiatore e produttore cinematografico statunitense
- 1970 - MF Grimm, rapper, beatmaker e fumettista statunitense
- 1970 - Chris Puckett, ex sciatore alpino statunitense
- 1970 - Miguel Ramírez, ex calciatore cileno
- 1970 - Lim Seng Kong, calciatore e giocatore di calcio a 5 malese († 2012)
- 1970 - Dmitrij Utkin, militare, mercenario e imprenditore russo († 2023)
- 1971 - Mika Alatalo, ex hockeista su ghiaccio finlandese
- 1971 - Gian Luca Cavaliere, hockeista su slittino italiano
- 1971 - Kaos, rapper e produttore discografico italiano
- 1971 - Vladimir Gaidamașciuc, ex calciatore moldavo
- 1971 - Liz Kendall, politica britannica
- 1971 - Marek Kolbowicz, canottiere polacco
- 1971 - Manny Lagos, allenatore di calcio e ex calciatore statunitense
- 1971 - Joe Parkinson, allenatore di calcio e ex calciatore inglese
- 1971 - Natal'ja Sindeeva, giornalista e imprenditrice russa
- 1971 - Takehito Suzuki, ex calciatore giapponese
- 1971 - Kenjirō Tsuda, doppiatore giapponese
- 1972 - Massimo Bagnato, comico e personaggio televisivo italiano
- 1972 - Mirco Crepaldi, ciclista su strada italiano († 2019)
- 1972 - Alessandro Mazzoli, politico italiano
- 1972 - Jasen Mesić, politico croato
- 1973 - José Manuel Abundis, allenatore di calcio e ex calciatore messicano
- 1973 - Arílson, ex calciatore brasiliano
- 1973 - Ira Bowman, ex cestista e allenatore di pallacanestro statunitense
- 1973 - Dana Brunetti, produttore cinematografico statunitense
- 1973 - Arianna Carossa, artista italiana
- 1973 - Joy Denalane, cantante tedesca
- 1973 - Anna Söderberg, ex discobola svedese
- 1974 - Fragkiskos Alvertīs, ex cestista, allenatore di pallacanestro e dirigente sportivo greco
- 1974 - Andrea Angelucci, militare italiano († 2009)
- 1974 - Christophe Béchu, politico francese
- 1974 - Håkan Larsson, allenatore di pallacanestro e ex cestista svedese
- 1974 - Ricardo Loubscher, ex rugbista a 15 e allenatore di rugby a 15 sudafricano
- 1974 - Roberto Marti, politico italiano
- 1974 - Petra Olamo, ex sciatrice alpina finlandese
- 1974 - Kateřina Tichý, ex sciatrice alpina ceca
- 1974 - Greg Vanney, allenatore di calcio e ex calciatore statunitense
- 1975 - Mira Awad, cantante e attrice palestinese
- 1975 - Ulrik Balling, ex calciatore danese
- 1975 - Sergio Basso, regista, scrittore e sceneggiatore italiano
- 1975 - Cyrille Bella, ex calciatore camerunese
- 1975 - Fabricio Benítez, ex calciatore guatemalteco
- 1975 - Ulrika Bergman, giocatrice di curling svedese
- 1975 - Thomas Bimis, ex tuffatore greco
- 1975 - Choi Ji-woo, attrice sudcoreana
- 1975 - Ivano Icardi, chitarrista, compositore e produttore discografico italiano
- 1975 - Gergely Karácsony, politico e politologo ungherese
- 1975 - Tonje Kjærgaard, ex pallamanista danese
- 1975 - Denis Leonidovič Macuev, pianista russo
- 1975 - Barbara Raggl, ex sciatrice alpina austriaca
- 1975 - Evan Stewart, ex tuffatore zimbabwese
- 1975 - Shin'ya Suzuki, fumettista giapponese
- 1976 - Cristian Biondani, regista televisivo italiano
- 1976 - Camillo De Lellis, matematico italiano
- 1976 - Gaëtan Englebert, ex calciatore belga
- 1976 - Minami Kuribayashi, cantante e doppiatrice giapponese
- 1976 - Ivan Reis, fumettista brasiliano
- 1976 - Salli Saffioti, attrice e doppiatrice statunitense
- 1976 - Reiko Tosa, maratoneta giapponese
- 1977 - Darnell Alford, ex giocatore di football americano statunitense
- 1977 - Jean-François Bachelot, allenatore di tennis e ex tennista francese
- 1977 - Ryan Dunn, personaggio televisivo statunitense († 2011)
- 1977 - Gil Elmour, ex calciatore francese
- 1977 - Paul Kalkbrenner, musicista, disc jockey e produttore discografico tedesco
- 1977 - Kim Hee-sun, attrice e modella sudcoreana
- 1977 - Francesca Manicone, doppiatrice italiana
- 1977 - Domenico Rao, ex velocista italiano
- 1977 - Gabrio Zandonà, velista italiano
- 1977 - Monika Žídková, modella ceca
- 1978 - Dz'mitry Aharodnik, ex calciatore bielorusso
- 1978 - Oscar Bonilla, calciatore honduregno
- 1978 - Veronika Bortelová, ex cestista ceca
- 1978 - Joshua Jackson, attore canadese
- 1978 - Kadiatou Kanouté, ex cestista maliana
- 1978 - Maria Lohela, politica finlandese
- 1978 - Lucas Meachem, baritono statunitense
- 1978 - Pan Wei, ex cestista cinese
- 1978 - Ujjwala Raut, modella indiana
- 1978 - Julien Rodriguez, ex calciatore francese
- 1979 - Eneko Andueza, politico spagnolo
- 1979 - Saša Bjelanović, dirigente sportivo e ex calciatore croato
- 1979 - Ali Boussaboun, ex calciatore marocchino
- 1979 - Noah Clarke, ex hockeista su ghiaccio statunitense
- 1979 - Danilo Gabriel de Andrade, allenatore di calcio e ex calciatore brasiliano
- 1979 - Tõnu Endrekson, canottiere estone
- 1979 - Alessia Fadda, calciatrice e ex giocatrice di calcio a 5 italiana
- 1979 - Steve Hanley, rugbista a 15 inglese
- 1979 - Curtis Harding, cantautore statunitense
- 1979 - J~Sin Trioxin, chitarrista, cantante e cantautore statunitense († 2018)
- 1979 - Patricia Miranda, ex lottatrice statunitense
- 1979 - Jovanka Stanojević, pittrice serba
- 1979 - Amy Taylor, ex calciatrice australiana
- 1980 - Emmanuel Ake, ex calciatore keniota
- 1980 - Jennifer Armentrout, scrittrice statunitense
- 1980 - Antonio Bocchetti, ex calciatore italiano
- 1980 - Piero De Luca, politico italiano
- 1980 - Alice Fagioli, ex canoista italiana
- 1980 - Matteo Gritti, ex calciatore italiano
- 1980 - Aleksandr Miloserdov, ex cestista russo
- 1980 - Javier Muñoz, ex calciatore argentino
- 1980 - Roberto Muñiz, pallavolista portoricano
- 1980 - Stefan Rodevåg, ex calciatore svedese
- 1980 - Levente Szuper, ex hockeista su ghiaccio ungherese
- 1980 - Goran Vojnović, scrittore, regista e sceneggiatore sloveno
- 1980 - Lamayn Wilson, ex cestista statunitense
- 1981 - Fëdor Fëdorov, ex hockeista su ghiaccio russo
- 1981 - Eduardo Isaac, ex cestista panamense
- 1981 - Albert Kaçi, ex calciatore albanese
- 1981 - Lars Lien, calciatore norvegese
- 1981 - Shin Mikuni, fumettista giapponese
- 1981 - Emiliano Moretti, dirigente sportivo e ex calciatore italiano
- 1981 - Georgijs Pujacs, hockeista su ghiaccio lettone
- 1981 - Harry Saputra, ex calciatore indonesiano
- 1981 - Vladimir Tica, ex cestista serbo
- 1981 - Kristo Tohver, arbitro di calcio estone
- 1981 - Mariano Uglessich, allenatore di calcio e ex calciatore argentino
- 1981 - Andrew Vilk, ex rugbista a 15, ex rugbista a 7 e allenatore di rugby inglese
- 1981 - Rami Yaslam, ex calciatore emiratino
- 1981 - Bryan Young, rugbista a 15, allenatore di rugby a 15 e preparatore atletico irlandese
- 1982 - Oscar Andersson, ex sciatore alpino svedese
- 1982 - Vanessa Boslak, astista francese
- 1982 - Kamel Chafni, calciatore marocchino
- 1982 - Tomas Delininkaitis, ex cestista lituano
- 1982 - Jacques Freitag, altista sudafricano († 2024)
- 1982 - Joey Graham, ex cestista statunitense
- 1982 - Stephen Graham, ex cestista e allenatore di pallacanestro statunitense
- 1982 - Ilir Nallbani, ex calciatore kosovaro
- 1982 - Håkon Opdal, ex calciatore norvegese
- 1982 - Eldar Rønning, ex fondista norvegese
- 1982 - Simon Senft, schermidore tedesco
- 1982 - Diana Taurasi, ex cestista statunitense
- 1983 - Huw Bennett, rugbista a 15 britannico
- 1983 - Jorsua Chambers, ex cestista panamense
- 1983 - Dub FX, musicista australiano
- 1983 - Dominik Graňák, hockeista su ghiaccio slovacco
- 1983 - Brad Greene, wrestler statunitense
- 1983 - Chuck Hayes, ex cestista statunitense
- 1983 - Greg Holmes, rugbista a 15 australiano
- 1983 - Ekaterina Jur'eva, ex biatleta russa
- 1983 - Denïs Malïnïn, ex calciatore kazako
- 1983 - Wynand Olivier, ex rugbista a 15 sudafricano
- 1983 - Yoshiaki Ōta, ex calciatore giapponese
- 1983 - Łukasz Pawłowski, canottiere polacco
- 1983 - José Reyes, ex giocatore di baseball dominicano
- 1983 - 2 Pistols, rapper statunitense
- 1983 - Seo Ho-jin, ex pattinatore di short track sudcoreano
- 1983 - Kei Yamaguchi, ex calciatore giapponese
- 1984 - Yorman Bazardo, giocatore di baseball venezuelano
- 1984 - Hendry Córdoba, ex calciatore honduregno
- 1984 - Lauren Cuthbertson, ballerina britannica
- 1984 - Alan Gasperoni, giornalista e dirigente sportivo sammarinese
- 1984 - Gary Hunt, tuffatore britannico
- 1984 - Mlađan Janović, ex pallanuotista montenegrino
- 1984 - Štěpán Kučera, calciatore ceco
- 1984 - Manōlīs Liapakīs, ex calciatore greco
- 1984 - Nenad Mišanović, cestista serbo
- 1984 - Márcio Rodrigues Araújo, ex calciatore brasiliano
- 1984 - Vágner Love, calciatore brasiliano
- 1985 - Walid Abbas, calciatore emiratino
- 1985 - Natallja Anufryenka, cestista bielorussa
- 1985 - Jamie Beadsworth, pallanuotista australiano
- 1985 - Dion Dowell, ex cestista statunitense
- 1985 - Tim Hoogland, ex calciatore tedesco
- 1985 - Violeta Isfel, attrice, cantante e ballerina messicana
- 1985 - Brad Jacobs, giocatore di curling canadese
- 1985 - Dzmitryj Kaldun, cantante bielorusso
- 1985 - Danny Olsen, calciatore danese
- 1985 - Andrea Romeo, canoista italiano
- 1985 - Inna Stryžak, atleta paralimpica ucraina
- 1985 - Petter Tande, ex combinatista nordico norvegese
- 1985 - Blagoja Todorovski, ex calciatore macedone
- 1985 - Chris Trousdale, cantante e attore statunitense († 2020)
- 1986 - Kenny Barker, ex cestista statunitense
- 1986 - Sebastian Bayer, lunghista tedesco
- 1986 - Fabio Duarte, ciclista su strada colombiano
- 1986 - Yuka Fujimori, ex snowboarder statunitense
- 1986 - Leon Jessen, ex calciatore danese
- 1986 - Kyrylo Koval'čuk, ex calciatore ucraino
- 1986 - Shia LaBeouf, attore statunitense
- 1986 - Sébastien Lecornu, politico francese
- 1986 - Magaly Solier, attrice cinematografica e cantautrice peruviana
- 1986 - Tórður Thomsen, calciatore faroese
- 1987 - Gonzalo Abán, calciatore argentino
- 1987 - AmbraMarie, cantante e conduttrice radiofonica italiana
- 1987 - Gonzalo Castro, ex calciatore tedesco
- 1987 - Federica Citarella, attrice italiana
- 1987 - Daniele Delladio, ex hockeista su ghiaccio e dirigente sportivo italiano
- 1987 - Guitta, giocatore di calcio a 5 brasiliano
- 1987 - Tia, cantante giapponese
- 1987 - Marsel İlhan, tennista uzbeko
- 1987 - Karrar Jassim, calciatore iracheno
- 1987 - Eugen Knecht, attore kazako
- 1987 - Žarko Korać, calciatore montenegrino
- 1987 - Júnior Felício Marques, ex calciatore brasiliano
- 1987 - Eric Maynor, ex cestista e allenatore di pallacanestro statunitense
- 1987 - Marko Momčilović, calciatore serbo
- 1987 - Enrico Nigiotti, cantautore e chitarrista italiano
- 1987 - Joey Shaw, ex cestista statunitense
- 1987 - Robertlandy Simón, pallavolista cubano
- 1987 - Didrik Solli-Tangen, cantante norvegese
- 1987 - Anthony Weber, ex calciatore francese
- 1987 - Jimmy O. Yang, attore e comico hongkonghese
- 1988 - Kamil' Agalarov, ex calciatore russo
- 1988 - Abdulaziz Al Sulaiti, calciatore qatariota
- 1988 - Faisal Al-Enezi, calciatore kuwaitiano
- 1988 - Yui Aragaki, attrice, modella e cantante giapponese
- 1988 - Alessandro Berdini, preparatore atletico e ex velocista italiano
- 1988 - Weyes Blood, cantautrice statunitense
- 1988 - Guido Di Vanni, calciatore argentino
- 1988 - Jesús Fernández Collado, calciatore spagnolo
- 1988 - Brock Holt, giocatore di baseball statunitense
- 1988 - Claire Holt, attrice e modella australiana
- 1988 - Ayako Kimura, ostacolista giapponese
- 1988 - Ritchie Kitoko, ex calciatore congolese (Repubblica Democratica del Congo)
- 1988 - Michał Płotka, ex calciatore polacco
- 1988 - Goṙ Poġosyan, calciatore armeno
- 1988 - Hikaru Shida, wrestler e attrice giapponese
- 1988 - Güray Vural, calciatore turco
- 1988 - Gervais Waye-Hive, calciatore seychellese
- 1988 - Zhou Jianchao, scacchista cinese
- 1989 - Emanuel Aguilera, calciatore argentino
- 1989 - Mihail Aleksandrov, ex calciatore bulgaro
- 1989 - Lorenzo Ariaudo, dirigente sportivo e ex calciatore italiano
- 1989 - Andrea Bassani, cestista italiano
- 1989 - Bernardo Espinosa, calciatore colombiano
- 1989 - Fagner Conserva Lemos, calciatore brasiliano
- 1989 - Demetri Goodson, giocatore di football americano statunitense
- 1989 - Maya Moore, ex cestista statunitense
- 1989 - Jürgen Mössmer, calciatore tedesco
- 1989 - Juan Antonio Ocampo, ex calciatore messicano
- 1989 - Joel Sánchez, calciatore peruviano
- 1989 - Jaime Simões, calciatore portoghese
- 1989 - Aleksandar Stanisavljević, calciatore e ex giocatore di calcio a 5 serbo
- 1989 - Paulo Sérgio Luiz de Souza, calciatore brasiliano
- 1989 - Nahuel Tetaz Chaparro, rugbista a 15 argentino
- 1989 - Vilian, giocatore di calcio a 5 brasiliano
- 1989 - Donata Vištartaitė, canottiera lituana
- 1990 - Matthieu Androdias, canottiere francese
- 1990 - Balázs Balogh, calciatore ungherese
- 1990 - Alex Dyer, calciatore montserratiano
- 1990 - Paapa Essiedu, attore britannico
- 1990 - Go Kyung-pyo, attore e comico sudcoreano
- 1990 - Pablo Heredia, calciatore argentino
- 1990 - Pernilla Karlsson, cantante finlandese
- 1990 - Christophe Lemaitre, velocista francese
- 1990 - Mingijan Semënov, lottatore russo
- 1990 - Mikhael Speidel, attore canadese
- 1990 - René Swete, ex calciatore austriaco
- 1990 - Artur Jesus Vieira, calciatore brasiliano
- 1991 - Zied Azizi, ostacolista tunisino
- 1991 - Islam Bozbayev, judoka kazako
- 1991 - Charle Cournoyer, pattinatore di short track canadese
- 1991 - Emily Diamond, velocista britannica
- 1991 - Eduardo Espinilla, attore spagnolo
- 1991 - Nicolas Gétaz, calciatore svizzero
- 1991 - Dan Howell, conduttore radiofonico e youtuber inglese
- 1991 - Junshirō Kobayashi, saltatore con gli sci e ex combinatista nordico giapponese
- 1991 - Thorsten Röcher, calciatore e ex giocatore di calcio a 5 austriaco
- 1991 - Sasu Salin, cestista finlandese
- 1991 - Seydouba Soumah, calciatore guineano
- 1991 - Hayley Spelman, pallavolista statunitense
- 1991 - Ramu Tokashiki, cestista giapponese
- 1991 - Roberson Felipe dos Santos Ribeiro, ex calciatore brasiliano
- 1992 - Julian Alaphilippe, ciclista su strada e ciclocrossista francese
- 1992 - Mohamed Bachar, calciatore nigerino
- 1992 - Claudia Bobocea, mezzofondista rumena
- 1992 - Patrick Franziska, tennistavolista tedesco
- 1992 - Santiago Emiliano González, ex calciatore uruguaiano
- 1992 - Simona Hösl, ex sciatrice alpina tedesca
- 1992 - Marek Klassen, cestista canadese
- 1992 - Lévy Madinda, calciatore gabonese
- 1992 - Craig Mager, giocatore di football americano statunitense
- 1992 - Kiryl Pramudraŭ, calciatore bielorusso
- 1992 - Ezequiel Rescaldani, ex calciatore argentino
- 1992 - Anna Sawai, attrice e cantante giapponese
- 1992 - Eugene Simon, attore e modello britannico
- 1992 - Felipe Wu, tiratore a segno brasiliano
- 1992 - Timofei Xenidis, lottatore greco
- 1992 - Davide Zappacosta, calciatore italiano
- 1993 - Nicolás Albarracín, calciatore uruguaiano
- 1993 - Ouasim Bouy, ex calciatore olandese
- 1993 - Brittany Boyd, ex cestista e allenatrice di pallacanestro statunitense
- 1993 - Daniel Flaherty, attore statunitense
- 1993 - Lema Mabidi, calciatore congolese (Repubblica Democratica del Congo)
- 1993 - Helibelton Palacios, calciatore colombiano
- 1993 - Yassine Rachik, maratoneta e mezzofondista italiano
- 1993 - Kwagga Smith, rugbista a 15 sudafricano
- 1993 - Denz, rapper svedese
- 1993 - Nomaris Vélez, pallavolista portoricana
- 1994 - Ivana Baquero, attrice e modella spagnola
- 1994 - Gil Burón, ex calciatore messicano
- 1994 - Federico Cecon, ex saltatore con gli sci italiano
- 1994 - Jessica Fox, canoista australiana
- 1994 - Víctor Hugo García, calciatore venezuelano
- 1994 - Tomasz Kędziora, calciatore polacco
- 1994 - Luke Letcher, canottiere australiano
- 1994 - Patrik Macej, calciatore ceco
- 1994 - Maximiliano Moreira, calciatore uruguaiano
- 1994 - Felix Reisacher, giocatore di football americano austriaco
- 1994 - Luca Sosa, calciatore argentino
- 1994 - Esther Yoo, violinista statunitense
- 1994 - Saverio Zini, ex biatleta italiano
- 1994 - Uladzislaŭ Žuk, calciatore bielorusso
- 1995 - Walid Azarou, calciatore marocchino
- 1995 - Russell Canouse, ex calciatore statunitense
- 1995 - Daniel Cataraga, lottatore moldavo
- 1995 - Evgenij Charin, calciatore russo
- 1995 - Nia Coffey, cestista statunitense
- 1995 - David Keltjens, calciatore israeliano
- 1995 - Ashley Lawrence, calciatrice canadese
- 1995 - Temma Matsuda, calciatore giapponese
- 1995 - Dimitri Mohamed, calciatore francese
- 1995 - Lisa Naalsund, calciatrice norvegese
- 1995 - Francis Olaki, calciatore ugandese
- 1995 - Tems, cantante e produttrice discografica nigeriana
- 1995 - Gastón Pereiro, calciatore uruguaiano
- 1995 - Dillon Phillips, calciatore inglese
- 1995 - Davon Reed, cestista statunitense
- 1995 - Yasuto Wakizaka, calciatore giapponese
- 1995 - Oswal Álvarez, ex calciatore colombiano
- 1996 - Ibai Azurmendi, ex ciclista su strada spagnolo
- 1996 - Philip Billing, calciatore danese
- 1996 - Eric Björkander, calciatore svedese
- 1996 - Giulio Cocco, hockeista su pista italiano
- 1996 - Agustín Fontana, calciatore argentino
- 1996 - Melanie Hochreiter, snowboarder tedesca
- 1996 - Jeremy Jones, cestista statunitense
- 1996 - Jesse Lewis, attore e cantante giapponese
- 1996 - Kōnstantinos Mītoglou, cestista greco
- 1996 - Vinícius Moreira de Lima, calciatore brasiliano
- 1996 - Jonathan Requena, calciatore argentino
- 1996 - Raniel, calciatore brasiliano
- 1996 - Ayaka Sasaki, cantante, attrice e modella giapponese
- 1996 - Alfonso Scalzone, canottiere italiano
- 1996 - David Zobel, biatleta tedesco
- 1997 - Kodak Black, rapper e cantante statunitense
- 1997 - Grace Chanda, calciatrice zambiana
- 1997 - Jasper De Plus, ex ciclista su strada belga
- 1997 - Soner Gönül, calciatore turco
- 1997 - Agustín Hernández, calciatore uruguaiano
- 1997 - Kim Dong-hyun, calciatore sudcoreano
- 1997 - Matt Peart, giocatore di football americano giamaicano
- 1997 - Pablo Sabbag, calciatore siriano
- 1997 - Andre Shinyashiki, calciatore brasiliano
- 1997 - Unai Simón, calciatore spagnolo
- 1997 - Jorja Smith, cantautrice britannica
- 1997 - Artëm Sokol, calciatore russo
- 1997 - Anastasia Spyridonidou, calciatrice greca
- 1997 - MaCio Teague, cestista statunitense
- 1997 - Eryk Williamson, calciatore statunitense
- 1997 - María de Nati, attrice e modella spagnola
- 1998 - Patrycja Adamkiewicz, taekwondoka polacca
- 1998 - Rhys Matthew Bond, attore britannico
- 1998 - Rebecca Borga, velocista italiana
- 1998 - Reggie Cannon, calciatore statunitense
- 1998 - Jordan Cintrón, cestista statunitense
- 1998 - Kathleen Doyle, cestista statunitense
- 1998 - Justin Hoogma, calciatore olandese
- 1998 - Yūto Iwasaki, calciatore giapponese
- 1998 - Brandon McCoy, cestista statunitense
- 1998 - Wilma Murto, astista finlandese
- 1998 - Ikenna Ndugba, cestista statunitense
- 1998 - O Yu-jin, giocatrice di go sudcoreana
- 1998 - Franco Petroli, calciatore argentino
- 1998 - Benedetta Porcaroli, attrice italiana
- 1998 - Jhonny Quiñónez, calciatore ecuadoriano
- 1998 - Hannah Sjerven, cestista statunitense
- 1998 - Charlie Tahan, attore statunitense
- 1998 - Daniel Vašulín, calciatore ceco
- 1998 - Kayhan Özer, velocista turco
- 1999 - Kris Bankston, cestista statunitense
- 1999 - Isayah Boers, velocista olandese
- 1999 - Aleksandar Borković, calciatore austriaco
- 1999 - Marko Divković, calciatore croato
- 1999 - Lilah Fear, danzatrice su ghiaccio britannica
- 1999 - Manuel García, calciatore argentino
- 1999 - Brian González, calciatore uruguaiano
- 1999 - Chuba Hubbard, giocatore di football americano canadese
- 1999 - Kai Havertz, calciatore tedesco
- 1999 - Janina Minge, calciatrice tedesca
- 1999 - Katelyn Nacon, attrice statunitense
- 1999 - Stefano Patron, ginnasta italiano
- 1999 - Oleksandr Safronov, calciatore ucraino
- 1999 - Ruben Seeber, giocatore di football americano austriaco
- 1999 - Saxon Sharbino, attrice statunitense
- 1999 - Elias Valtonen, cestista finlandese
- 1999 - Maria Varricchio, tiratrice a segno italiana
- 1999 - Adrián Vicente Yunta, taekwondoka spagnolo
- 2000 - Emil Breivik, calciatore norvegese
- 2000 - Annarah Cymone, attrice statunitense
- 2000 - Théo Fonseca, calciatore portoghese
- 2000 - Orlando Gill, calciatore paraguaiano
- 2000 - Leigh Hoffman, pistard australiano
- 2000 - Josip Mitrović, calciatore croato
- 2000 - Oleksandr Syrota, calciatore ucraino
- 2000 - Camilla Weitzel, pallavolista tedesca

## XXI secolo(27)
- 2001 - Thomas Beelen, calciatore olandese
- 2001 - Jesús Castillo, calciatore peruviano
- 2001 - Marion Chevrier, sciatrice alpina francese
- 2001 - Sharife Cooper, cestista statunitense
- 2001 - Vladimeri Gamq'relidze, lottatore georgiano
- 2001 - Billy Gilmour, calciatore scozzese
- 2001 - Tyler Guyton, giocatore di football americano statunitense
- 2001 - Julia Nauta, attrice, doppiatrice e cantante olandese
- 2001 - Osame Sahraoui, calciatore marocchino
- 2001 - Nicholas Spinelli, pilota motociclistico italiano
- 2001 - Ben Waine, calciatore neozelandese
- 2002 - Windy Aisah, sollevatrice indonesiana
- 2002 - Vittorio Bartoli, cestista italiano
- 2002 - Alán Bautista, calciatore messicano
- 2002 - Olli Caldwell, pilota automobilistico britannico
- 2002 - Naim García, calciatore spagnolo
- 2002 - Mojave King, cestista neozelandese
- 2002 - Kendre Miller, giocatore di football americano statunitense
- 2002 - Zach Robinson, calciatore inglese
- 2002 - Till Steinforth, multiplista tedesco
- 2003 - Merle Fräbel, slittinista tedesca
- 2003 - Kayky, calciatore brasiliano
- 2003 - Breanna Yde, attrice, cantante e doppiatrice statunitense
- 2004 - Oleh Puškar'ov, calciatore ucraino
- 2004 - Katrina Scott, tennista statunitense
- 2004 - Lucas Sequeira, calciatore uruguaiano
- 2005 - Leandro Josué Rodríguez Santaella, calciatore venezuelano